# Серверо, Хосе
Хосе́ Серве́ро Сан Браулио (исп. José Cerveró San Braulio; 3 сентября 1949, Реаль-де-Монтрой — 17 июля 2024) — испанский футболист, играл на позиции левого защитника.

## Биография

### Игровая карьера
Серверо был воспитанником академии «Валенсии». В течение двух сезонов играл за «Валенсию Месталья» – резервную команду «летучих мышей». Сезон 1971/72 Серверо провёл на правах аренды в Терсере за «Мелилью» и вернулся в состав «Валенсии».
Главный тренер «летучих мышей» Альфредо ди Стефано обратил на него внимание и включил в основной состав. Дебютировал в Примере в матче 17-го тура против «Малаги» — «Валенсия» проиграла ту встречу со счётом 0:1. В составе «летучих мышей» выиграл Кубок Испании в 1979 году и Кубок обладателей кубков 1980 года, когда в финале в серии пенальти был обыгран «Арсенал». В том же году «Валенсия» выиграла Суперкубок УЕФА и Серверо принимал участие в двухматчевом противостоянии с клубом «Ноттингем Форест». Всего за «летучих мышей» во всех турнирах сыграл 256 матчей.

### Смерть
Скончался 17 июля 2024 года в возрасте 74 лет.

## Достижения
«Валенсия»
- Обладатель Кубка Испании (1) : 1978/79
- Обладатель Кубка обладателей кубков УЕФА (1) : 1979/80
- Обладатель Суперкубка Европы (1)  : 1980